# 온빛초등학교
온빛초등학교는 대한민국 세종특별자치시가 교육기본법에 따라 설치한 초등학교이다.  학교의 비전은 "따뜻한 감성, 밝은 지성의 민주학교"이다. 2015학년도~2018학년도까지 4개년간 혁신학교를 운영하였다. 혁신학교를 운영하면서 새로운 학교를 위하여 학교 비전공유 및 민주적학교 운영체제 구축하고 생활 공동체와 함께 창의적 교육과정을 운영하였다. 2019학년도부터는 학교자치학교로 학교자치 규정을 함께 정하고 실천하고 있다.  교사 대부분이 열정이 넘치고 학생들의 의견을 존중하며, 삶과 배움이 하나되는 교육을 실현하고 있다. 학생들은 학교의 주인으로서 민주적으로 학교 문제를 해결하고 축제를 운영할 수 있도록 학생 자율권을 존중한다.  학부모는 학교의 행사 지원 및 교육활동에 지원, 참여함으로써 함께 성장하고 있다. 온빛초등학교의 가장 큰 장점은 학기, 학년말 3주체가 함께  모여 성찰하고 다음 학년도의 학교를 계획한다.

## 연혁
- 2015년 3월 1일 온빛초등학교 개교
- 2016년부터 사계절 학교 운영 , 봄(온빛 모꼬지, 봄 체육대회) 가을 축제 운영(과학 축제, 학예회)
- 2017년 20단지 마을 학교 연계 운영
- 2019년 혁신자치학교로 지정
- 2019년 9월 고운동 마을과 학교 축제를 공동 기획 개최
- 2020년 온빛TV (onbit.tv)채널 개설 - 온우리 온라인 축제 개최(복면가왕, 정의내리기, 나눔장터, 학급챌린지, 오목왕-체스왕, 골든벨)

## 참고 자료
- 온빛초등학교 - 한국교육학술정보원 학교알리미